# Klimkowo
Klimkowo [klʲimˈkɔvɔ] (tiếng Đức: Klimkau)  là một ngôi làng thuộc khu hành chính của Gmina Barczewo, thuộc huyện Olsztyński, Warmińsko-Mazurskie, ở miền bắc Ba Lan.
Trước năm 1772, khu vực này là một phần của Vương quốc Ba Lan; 1772-1945 Phổ và Đức (Đông Phổ).